# Dorothy Kirsten
Pour les articles homonymes, voir Kirsten.
Répertoire
- La Bohème : Mimì
- Faust : Marguerite
- Madame Butterfly : Cio-Cio-San
- Tosca : rôle-titre
- La traviata : Violetta
Scènes principales
Metropolitan Opera, San Francisco Opera ...
Dorothy Kirsten est une chanteuse d'opéra (occasionnellement actrice) américaine, née Dorothy Adelle Kirsten le 6 juillet 1910 à Montclair (New Jersey), décédée le 18 novembre 1992 à Los Angeles (Californie).

## Biographie
Issue d'une famille de musiciens, Dorothy Kirsten s'installe vers la fin des années 1920 à New York, où elle étudie le chant à la Juilliard School et, en cours privés, auprès du pédagogue Louis Darnay. Après des débuts semi-professionnels en 1937, dans le registre de soprano, elle rencontre l'année suivante (1938) la chanteuse (également soprano) Grace Moore qui la conseille et la recommande après du pédagogue italien Astolfo Pescia, dont elle va suivre l'enseignement durant un an (1938-1939), à Rome. 
De retour aux États-Unis, elle donne son premier concert en 1939 et, l'année suivante (1940), interprète son premier rôle à l'opéra, celui de Poussette, dans  Manon de Jules Massenet, au sein de la Chicago Grand Opera Company. En 1942, elle fait ses débuts dans la troupe itinérante Compagnie de l'Opéra de Saint-Charles (en), interprétant notamment Mimì dans La Bohème de Giacomo Puccini, à New York. En 1943, elle intègre la compagnie de la Scala de Philadelphie (en) et débute au New York City Opera, où elle chante Violetta en 1944, dans La traviata de Giuseppe Verdi.
En 1945, Dorothy Kirsten débute au San Francisco Opera et surtout, en décembre de la même année, entame avec le Metropolitan Opera ('Met') de New York une longue collaboration, qui commence avec à nouveau le rôle de Mimì dans La Bohème (qu'elle interprète quarante fois au Met, jusqu'en 1977), et s'achève en octobre 1979 (année où elle se retire), avec le rôle-titre dans Tosca de Puccini (en tout, elle personnifie Tosca quarante-deux fois au Met, à partir de 1952).
Au long d'une carrière menée essentiellement aux États-Unis (avec toutefois quelques incursions en Europe, plus la Russie soviétique en 1962), si elle s'illustre surtout dans des opéras de Giacomo Puccini, elle chante aussi Georges Bizet, Charles Gounod, Francis Poulenc, Johann Strauss II, William Walton, ou encore (déjà cités) Jules Massenet et Giuseppe Verdi, entre autres (voir la rubrique "Répertoire" ci-après).
Outre son activité principale à l'opéra, Dorothy Kirsten se produit également en concert, à la télévision et à la radio (ainsi, aux côtés de Bing Crosby ou Frank Sinatra). Enfin, au cinéma, elle apparaît dans trois films musicaux américains, le premier en 1929 (figuration, comme 'chorus girl'), le deuxième en 1950, comme elle-même (Mr. Music, avec Bing Crosby), le troisième — son plus connu — en 1951 (Le Grand Caruso, dans le rôle fictif d'une soprano, aux côtés de Mario Lanza personnifiant Enrico Caruso).
Elle est l'auteur d'une autobiographie publiée en 1982 (ci-dessous référencée).
Pour sa contribution à la musique, une étoile lui est dédiée sur le Walk of Fame d'Hollywood Boulevard.

## Répertoire (sélection)

### Au Metropolitan Opera
Productions représentées à la Metropolitan Opera House, sauf mention contraire
- 1945 : La Bohème, musique de Giacomo Puccini, avec Jan Peerce, Frances Greer (en), direction musicale Cesare Sodero (rôle de Mimì, interprété quarante fois jusqu'en 1977)
- 1945 : Roméo et Juliette, musique de Charles Gounod, avec Raoul Jobin, Frances Greer (en), direction musicale Emil Cooper (rôle de Juliette, interprété trois fois jusqu'en 1946)
- 1946 : Carmen, musique de Georges Bizet, avec Risë Stevens, Raoul Jobin, direction musicale Wilfrid Pelletier (rôle de Micaëla,  interprété une fois, à Memphis)
- 1946 : La traviata, musique de Giuseppe Verdi, avec Armand Tokatyan (en), Robert Merrill, direction musicale Cesare Sodero (rôle de Violetta, interprété vingt-sept fois jusqu'en 1969)
- 1946 : Madame Butterfly, musique de Giacomo Puccini, avec Charles Kullman, direction musicale Pietro Cimara (rôle de Cio-Cio-San, interprété soixante-huit fois jusqu'en 1974)
- 1947 : Faust, musique de Charles Gounod, avec Raoul Jobin, Ezio Pinza, direction musicale Wilfrid Pelletier (rôle de Marguerite, interprété vingt-trois fois jusqu'en 1964)
- 1947 : Louise, musique de Gustave Charpentier, avec Raoul Jobin, Margaret Harshaw (en), direction musicale Louis Fourestier (rôle-titre, interprété dix fois jusqu'en 1949)
- 1948 : L'Amore dei tre re, musique d'Italo Montemezzi, avec Charles Kullman, direction musicale Giuseppe Antonicelli (en) (rôle de Fiora, interprété quatre fois jusqu'en 1949)
- 1948 : Pagliacci, musique de Ruggero Leoncavallo, avec Frederick Jagel (en), Leonard Warren, direction musicale Giuseppe Antonicelli (en) (rôle de Nedda, interprété une fois, à Dallas)
- 1949 : Manon Lescaut, musique de Giacomo Puccini, avec Jussi Björling, Giuseppe Valdengo, direction musicale Giuseppe Antonicelli (en) (rôle-titre, interprété vingt-six fois jusqu'en 1975)
- 1952 : Tosca, musique de Giacomo Puccini, avec Ferruccio Tagliavini, Paul Schöffler, direction musicale Fausto Cleva (en) (rôle-titre, interprété quarante-deux fois jusqu'en 1979)
- 1955 : Manon, musique de Jules Massenet, avec Giacinto Prandelli, Fernando Corena, direction musicale Martin Rich (en) (rôle-titre, interprété deux fois, la seconde également en 1955)
- 1961 : La fanciulla del West, musique de Giacomo Puccini, avec Richard Tucker, Anselmo Colzani, direction musicale Fausto Cleva (en) (rôle de Minnie, interprété dix-sept fois jusqu'en 1970)
- 1962 : Die Fledermaus, musique de Johann Strauss II, avec Theodor Uppman, Anneliese Rothenberger, direction musicale Silvio Varviso (rôle de Rosalinde, interprété dix fois jusqu'en 1963)

### Autres scènes
- 1942 : La Bohème, musique de Giacomo Puccini (rôle de Mimì, à New York) ; Carmen, musique de Georges Bizet (rôle de Micaëla, à Washington DC) (productions de la San Carlo Opera Company)
- 1944 : La traviata, musique de Giuseppe Verdi (rôle de Violetta, au New York City Opera)
- 1955 : Troilus and Cressida, musique de William Walton, avec Richard Lewis (en), Giorgio Tozzi, direction musique Erich Leinsdorf (rôle de Cressida ; première américaine, au San Francisco Opera)
- 1957 : Dialogues des carmélites, musique de Francis Poulenc, avec Leontyne Price, Sylvia Stahlman (en) (rôle de Blanche de la Force ; première américaine, au San Francisco Opera)

## Filmographie
- 1929 : Happy Days de Benjamin Stoloff (figurante, non créditée ; 'chorus girl')
- 1950 : Mr. Music de Richard Haydn (elle-même)
- 1951 : Le Grand Caruso (The Great Caruso) de Richard Thorpe

## Référence bibliographique
- 1982 : A Time to Sing (en), Doubleday & Company, New York, 247 p. (autobiographie).